# Punctigerella betulae
Punctigerella betulae är en insektsart som först beskrevs av Vilbaste 1968.  Punctigerella betulae ingår i släktet Punctigerella och familjen dvärgstritar. Inga underarter finns listade i Catalogue of Life.